# HD 45166
HD 45166 - это двойная звезда, компонентами которой являются квази-звезда Вольфа-Райе (qWR) и звезда спектрального класса B главной последовательности. На небе она находится недалеко от скопления NGC 2244 в созвездии Единорога. Квази-звезда Вольфа-Райе — это звезда со спектром, напоминающим спектр истинных звезд Вольфа-Райе, но с меньшей массой и светимостью. В настоящее время основная компонента HD 45166 является единственным известным примером звезды qWR.
В 2023 году было обнаружено, что основная компонента HD 45166 также имеет особенно мощное магнитное поле, превосходя по этому показателю все другие известные звёзды. В настоящее время это единственная звезда Вольфа-Райе, у которой было обнаружено существенное магнитное поле. Напряженность магнитного поля достигает 43 кГ, что примерно в 43 000 раз больше напряженности магнитного поля Солнца. Это означает, что, скорее всего, когда эволюция звезды закончится и она взорвётся как сверхновая типа Ib/IIb, ее остаток будет представлять собой магнетар.